# والتر ويجر
والتر ويجر (بالإنجليزية: Walter Wager)‏ (4 سبتمبر 1924، ذا برونكس في الولايات المتحدة - 11 يوليو 2004، مانهاتن في الولايات المتحدة)؛ كاتب وروائي أمريكي.

## روابط خارجية
- والتر ويجر على موقع IMDb (الإنجليزية)